# Mali op de Olympische Zomerspelen 2024
Mali nam deel aan de Olympische Zomerspelen 2024 in Parijs, Frankrijk.

## Aantal deelnemers
Hieronder volgt een overzicht van de atleten die zich kwalificeerden voor de Olympische Zomerspelen van 2024.
| Sport     | Mannen | Vrouwen | Totaal |
| --------- | ------ | ------- | ------ |
| Atletiek  | 1      | 0       | 1      |
| Voetbal   | 18     | 0       | 18     |
| Taekwondo | 1      | 0       | 1      |
| Voetbal   | 18     | 0       | 18     |
| Zwemmen   | 1      | 1       | 2      |
| Totaal    | 21     | 2       | 23     |

## Deelnemers en resultaten

### Atletiek

#### Loopnummers
Mannen
| Atleet       | Onderdeel | Voorronde | Voorronde | Series         | Series         | Herkansingen | Herkansingen | Halve finale   | Halve finale   | Finale         | Finale         |
| Atleet       | Onderdeel | Tijd      | Rang      | Tijd           | Rang           | Tijd         | Rang         | Tijd           | Rang           | Tijd           | Rang           |
| ------------ | --------- | --------- | --------- | -------------- | -------------- | ------------ | ------------ | -------------- | -------------- | -------------- | -------------- |
| Fodé Sissoko | 100 m     | 10,66     | 3         | Niet geplaatst | Niet geplaatst | n.v.t.       | n.v.t.       | Niet geplaatst | Niet geplaatst | Niet geplaatst | Niet geplaatst |

### Boksen
Vrouwen
| atlete        | onderdeel    | eerste ronde         | tweede ronde         | kwartfinale          | halve finale         | finale               | rang           |
| atlete        | onderdeel    | tegenstander uitslag | tegenstander uitslag | tegenstander uitslag | tegenstander uitslag | tegenstander uitslag | rang           |
| ------------- | ------------ | -------------------- | -------------------- | -------------------- | -------------------- | -------------------- | -------------- |
| Marine Camara | vedergewicht | Yıldız V 0 - 5       | niet geplaatst       | niet geplaatst       | niet geplaatst       | niet geplaatst       | niet geplaatst |

### Voetbal

#### Mannen
| Atleten | Discipline | Resultaat  | Prestatie |
| --- | ---------- | ---------- | --------- |
| Ibrahima Cissé Mohamed Cisset Oumar Coulibaly Moussa Diakité Demba Diallo Hamidou Diallo Brahima Diarra Lassine Diarra Thiemoko Diarra Ahmed Diomandé Fodé Doucouré Cheickna Doumbia Salam Jiddou Coli Saco Wilson Samaké Issouf Sissokho Mamadou Tounkara Boubacar Traoré | mannen     | groepsfase | zie onder |

| Groep D |          |             |             |             |             |            |            |            |        |
| #       | Land     | Wedstrijden | Wedstrijden | Wedstrijden | Wedstrijden | Doelpunten | Doelpunten | Doelpunten | Punten |
| #       | Land     | G           | W           | G           | V           | V          | T          | Saldo      | Punten |
| 1       | Japan    | 3           | 3           | 0           | 0           | 7          | 0          | +7         | 9      |
| 2       | Paraguay | 3           | 2           | 0           | 1           | 5          | 7          | -2         | 6      |
| 3       | Mali     | 3           | 0           | 1           | 2           | 1          | 3          | -2         | 1      |
| 4       | Israël   | 3           | 0           | 1           | 2           | 3          | 6          | -3         | 1      |

| groepsfase   |                |                |                |                |                |                |                |
| 24 juli 2024 | 21:00          | Mali           | 1 - 1          | Israël         |                |                |                |
| 27 juli 2024 | 21:00          | Japan          | 1 - 0          | Mali           |                |                |                |
| 30 juli 2024 | 21:00          | Paraguay       | 1 - 0          | Mali           |                |                |                |
|              |                |                |                |                |                |                |                |
| kwartfinale  | niet geplaatst | niet geplaatst | niet geplaatst | niet geplaatst | niet geplaatst | niet geplaatst | niet geplaatst |
|              |                |                |                |                |                |                |                |
| halve finale | niet geplaatst | niet geplaatst | niet geplaatst | niet geplaatst | niet geplaatst | niet geplaatst | niet geplaatst |
|              |                |                |                |                |                |                |                |
| finale       | niet geplaatst | niet geplaatst | niet geplaatst | niet geplaatst | niet geplaatst | niet geplaatst | niet geplaatst |

### Taekwondo
Mannen
| atleet           | onderdeel | kwalificatie                      | eerste ronde         | kwartfinale          | halve finale         | herkansing           | finale / BM          | finale / BM    |
| atleet           | onderdeel | tegenstander uitslag              | tegenstander uitslag | tegenstander uitslag | tegenstander uitslag | tegenstander uitslag | tegenstander uitslag | rang           |
| ---------------- | --------- | --------------------------------- | -------------------- | -------------------- | -------------------- | -------------------- | -------------------- | -------------- |
| Ismaël Coulibaly | -80 kg    | Toleugali V 1 - 2 (4-5, 1-1, 1-2) | niet geplaatst       | niet geplaatst       | niet geplaatst       | niet geplaatst       | niet geplaatst       | niet geplaatst |

### Zwemmen
Mannen
| Atleet        | Onderdeel        | Series | Series | Halve finale   | Halve finale   | Finale         | Finale         |
| Atleet        | Onderdeel        | Tijd   | Rang   | Tijd           | Rang           | Tijd           | Rang           |
| ------------- | ---------------- | ------ | ------ | -------------- | -------------- | -------------- | -------------- |
| Alexien Kouma | 100 m vrije slag | 56,34  | 76     | Niet geplaatst | Niet geplaatst | Niet geplaatst | Niet geplaatst |

Vrouwen
| atlete          | onderdeel       | series | series | halve finale   | halve finale   | finale         | finale         |
| atlete          | onderdeel       | tijd   | rang   | tijd           | rang           | tijd           | rang           |
| --------------- | --------------- | ------ | ------ | -------------- | -------------- | -------------- | -------------- |
| Aichata Diabate | 50 m vrije slag | 37,55  | 77     | niet geplaatst | niet geplaatst | niet geplaatst | niet geplaatst |